# ۱۴ هرکول
۱۴ هرکول یک ستاره است که در صورت فلکی زانوزده قرار دارد.